# Lydia Wilson
Lydia Wilson (Londra, 30 novembre 1984) è un'attrice britannica con cittadinanza statunitense.

## Biografia
Lydia Wilson è nata nel quartiere londinese di Queen's Park nel 1984, da madre americana e padre inglese. Dopo gli studi alla Chelsea College of Art and Design, si è laureata in letteratura inglese al Queen's College dell'Università di Cambridge e poi ha studiato recitazione alla Royal Academy of Dramatic Art.
Nel 2010 ha fatto il suo debutto cinematografico in Non lasciarmi e quello televisivo in Pete Versus Life e negli anni successivi ha recitato regolarmente sul piccolo e sul grande schermo, apparendo in film come Star Trek Beyond e Casa Shakespeare e in serie televisive quali L'ispettore Barnaby e Black Mirror. Nel 2016 ha interpretato la protagonista Matilda nella serie TV Requiem .
Wilson è nota soprattutto come apprezzata interprete teatrale e il suo repertorio sulle scene londinesi abbraccia classici del teatro rinascimentale e moderno, oltre che le prime mondiali di opere di drammaturghi britannici contemporanei. In campo teatrale è particolarmente nota per il suo sodalizio con l'Almeida Theatre di Londra, dove ha interpretato Kate Middleton in King Charles III (2014) e l'eponima protagonista de La duchessa di Amalfi (2019).

## Filmografia

### Cinema
- Non lasciarmi (Never Let Me Go), regia di Mark Romanek (2010)
- Questione di tempo (About Time), regia di Richard Curtis (2013)
- Star Trek Beyond, regia di Justin Lin (2016)
- Casa Shakespeare (All Is True), regia di Kenneth Branagh (2018)
- The Score, regia di Malachi Smyth (2021)

### Televisione
- Peter Versus Life – serie TV, episodio 1x02 (2010)
- L'ispettore Barnaby (Midsomer Murders) – serie TV, episodio 13x05 (2010)
- Any Human Heart – serie TV, episodio 1x03 (2010)
- South Riding – serie TV, 3 episodi (2011)
- The Crimson Petal and the White – serie TV, episodio 1x01 (2011)
- Black Mirror – serie TV, episodio 1x01 (2011)
- Dirk Gently – serie TV, episodio 1x02 (2012)
- The Making of a Lady – film TV, regia di Richard Curson Smith (2012)
- Misfits – serie TV, episodi 5x02-5x03 (2013)
- Ripper Street – serie TV, 12 episodi (2014-2016)
- Requiem – serie TV, 6 episodi (2016)
- Flack – serie TV, 12 episodi (2019-2020)
- The Swarm - Il quinto giorno (Der Schwarm) – serie TV, 8 episodi (2023)
- Funny Woman - Una reginetta in TV (Funny Woman) – serie TV, episodi 2x01-2x02-2x04 (2024)

## Teatro
- The House of Special Purpose di Heidi Thomas, regia di Howard Davies. Minerva Theatre di Chichester (2009)
- Gioventù malata da Ferdinand Bruckner, regia di Katie Mitchell. National Theatre di Londra (2009)
- Blasted di Sarah Kane, regia di Sean Holmes. Lyric Theatre di Londra (2010)
- The Heretic di Richard Bean, regia di Jeremy Herrin. Royal Court Theatre di Londra (2011)
- The Acid Test di Anya Reiss, regia di Simon Godwin. Royal Court Theatre di Londra (2011)
- Peccato che sia una sgualdrina di John Ford, regia di Declan Donnellan. Tournée britannica (2012)
- Hysteria, testo e regia di Terry Johnson. Hampstead Theatre di Londra (2013)
- King Charles III di Mike Bartlett, regia di Rupert Goold. Almeida Theatre e Wyndham's Theatre di Londra (2014), Music Box Theatre di Broadway (2015)
- Pazzo d'amore di Sam Shepard, regia di Simon Evans. Found 111 di Londra (2016)
- La duchessa di Amalfi di John Webster, regia di Rebecca Frecknall. Almeida Theatre di Londra (2019)
- Walder di Amy Berryman, regia di Ian Rickson. Harold Pinter Theatre di Londra (2021)
- The 47th di Mike Bartlett, regia di Rupert Goold. Old Vic di Londra (2022)

## Doppiatrici italiane
- Rossa Caputo in Questione di tempo
- Letizia Ciampa in Casa Shakespeare
- Emanuela Damasio in Star Trek Beyond
- Gemma Donati in Requiem